# 10702 Arizorcas
10702 Arizorcas (1981 QD) là một tiểu hành tinh vành đai chính được phát hiện ngày 30 tháng 8 năm 1981 bởi E. Bowell ở Trạm Anderson Mesa thuộc đài thiên văn Lowell. Its name commemorates the Arizona Orchestra Association.